# Petra Samec
Petra Samec Stefančič, slovenska pisateljica, * 16. april 1980, Ljubljana, Slovenija.

## Življenje
Petra Samec se je rodila v Ljubljani. Hodila je na osnovno šolo Borisa Kidriča, ki se je leta 1997 preimenovala v Osnovno šolo Savsko naselje. Po končani osnovni šoli je obiskovala Gimnazijo Jožeta Plečnika. V dijaških letih je dobila raka. Ta je odločno vplival na nastanek njenega dela Petrin dnevnik. Pri nastanku in izidu tega dela sta jo spodbujali njena mati ter Biserka Marolt Meden. Vpisala se je na filozofsko fakulteto, kjer je študirala primerjalno književnost in literarno teorijo ter sociologijo kulture. Diplomirala je leta 2008. Od leta 2006 je redno zaposlena v Knjižnici v Medvodah. DOKTORAT?

## Delo
Petrin dnevnik je avtobiografski roman in dnevnik, ki ga je avtorica pisala, ko se je borila z rakom v svoji mladosti.
- avtobiografija: Petrin dnevnik, (1998) (COBISS)